# Gare de Sävsjö
La gare de Sävsjö (suédois: Sävsjö station) est une gare ferroviaire suédoise de la Södra stambanan, située au centre-ville de Sävsjö sur le territoire de la commune du même nom dans le comté de Jönköping.

## Situation ferroviaire
La gare de Sävsjö est situé au point kilométrique (PK) 378 de la Södra stambanan, entre les gares ouvertes de Bodafors et de Stockaryd.

## Histoire
La station de Sävsjö est mise en service en 1864. Elle dessert alors un simple village composé de quelques maisons. L’arrivée de la voie ferrée, permet l'installation d'entreprises liées à l’industrie du bois, ce qui permet l'installation de nouveaux habitants.

## Service des voyageurs

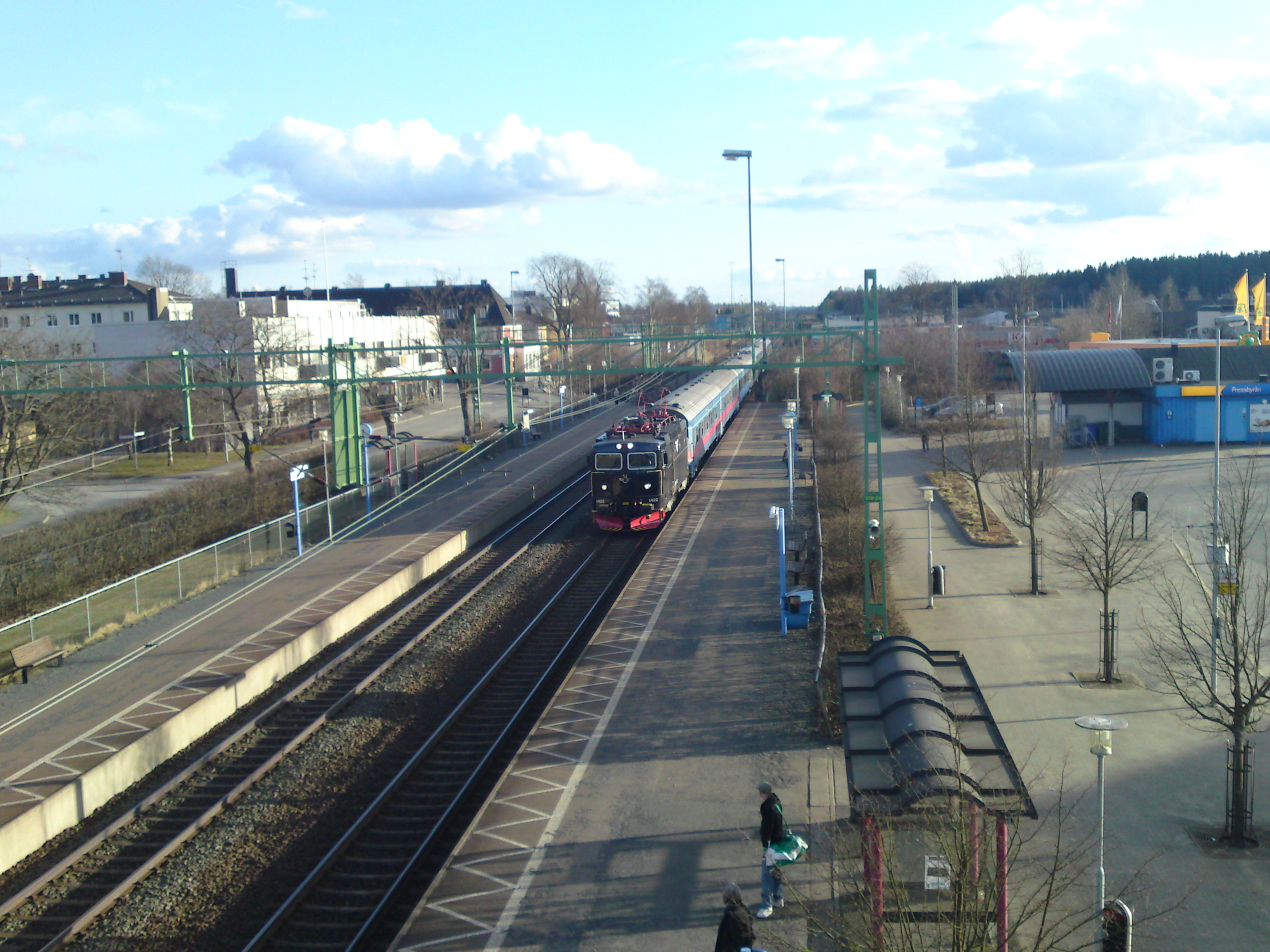
Desserte InterCity.